# Cerkev sv. Margarete, Šmarjeta v Rožu
Rimskokatoliška župnijska  cerkev Šmarjeta v Rožu se nahaja v istoimenski vasi  Šmarjeta v Rožu (nemško St. Margareten im Rosental) v  Spodnjem Rožu  na avstrijskem Južnem Koroškem. Župnijska cerkev je posvečena sveti Margareti in spada v dekanijo Borovlje v Krški škofiji. 
Do leta 1938 je bila uradno slovenska fara.   Cerkev in nekdanje pokopališče sta pod spomeniškim varstvom.
Cerkev stoji nekoliko dvignjena na jugozahodnem robu vasi. Cerkev je bila prvič omenjena v listini iz leta 1346. Skupnost je bila leta 1430 povzdignjena v župnijo, za katero so od leta 1443 do ukinitve samostana leta 1787 skrbeli cistercijani iz opatije Vetrinj. Posvečena je sveti Margareti.

## Opis stavbe
Cerkev je v osnovi srednjeveška stavba, ki je bila obnovljena v obdobju baroka. Poznogotski stolp z okroglo obokanimi zvočnimi okni krona osemkotni koničasti stolp. V 16. stoletju je Peter Pfinzing odlil zvon. Zahodno od stolpa je bil verjetno leta 1720 prizidan predprostor z obokanim stropom. V cerkev se vstopa skozi okrašen in profiliran zahodni portal iz pozne gotike. Preddverje v pritličju stolpa ima križnorebrasti sklepnik iz 15. stoletja in je odprto v ladjo skozi oglejski obok.
V triladijski ladji je sodčasti sklepnik s spandreli iz 17. stoletja. Okroglo obokan triumfalni obok povezuje ladjo in vdolbeno, s petdelnim zaključkom obokan prezbiterij. V koru je zakramentalna niša s poznogotsko okensko rešetko z vrtnico. Na severni strani kora je prizidana baročna zakristija s sodčastim sklepnikom.

## Pohištvo
Baročni glavni oltar iz leta 1754 je leta 1768 poslikal Anton Jaggl in ga dopolnil s starejšimi akantovimi rezbarijami. Osrednji lik svete Margarete obkrožata kipa svete Barbare in svete Anežke. Martina in svetega Jurija stojita na konzolah ob straneh.
Na levem stranskem oltarju, izdelanem proti koncu 17. stoletja, so upodobljeni sveti Mihael, Lucija in Agata. Desni stranski oltar s Pietami pred križem in angeli z instrumenti trpljenja je iz sredine 18. stoletja. Štirje evangelisti so upodobljeni v medaljonih na košarici prižnice iz sredine 18. stoletja. Druga oprema v cerkvi vključuje baročna kipa Marije Magdalene in svetega Janeza Evangelista ter poznogotsko krstilnico. V hrambi je poznogotski križ, izdelan okoli leta 1510/1520.

## Spletne povezave
- domača stran župnije